# Andrew Watt
Andrew Wotman, né le 20 octobre 1990, connu sous le nom d′Andrew Watt ou simplement  Watt, est un producteur de musique, chanteur, guitariste et auteur-compositeur américain. Présent sur scène comme guitariste depuis 2013 et en studio comme producteur depuis 2015, il a travaillé avec les plus grands noms de la musique pop-rock, de Justin Bieber à Miley Cyrus et d'Elton John aux Rolling Stones.

En tant qu'auteur-compositeur, il utilise son nom de famille Wotman, tandis qu'en tant que producteur il utilise son nom de scène Watt.

## Biographie
Watt a grandi à Great Neck (New York). En 2013, il cofonde avec Glenn Hughes, ancien bassiste de Deep Purple et le batteur Jason Bonham le groupe California Breed (en), dont l'album éponyme est publié en mars 2014.
En 2015, il produit un titre de l'album Purpose de Justin Bieber. C'est le début d'une carrière prolifique de producteur et auteur-compositeur qui le fait travailler avec une kyrielle d'artistes tels que Pearl Jam, Dua Lipa, Ellie Goulding, Post Malone, Miley Cyrus, Camila Cabello, Blink-182, Ozzy Osbourne, Selena Gomez, Iggy Pop, Liam Payne, Ed Sheeran, Elton John, Britney Spears, Avicii, Morrissey, Zac Brown et Charli XCX.
En 2021, il remporte le Grammy Award du producteur de l'année. Sa notoriété lui permet d'être choisi par les Rolling Stones pour participer à leur nouvel album Hackney Diamonds dont il cosigne le titre Angry paru en septembre 2023.
Excellent guitariste, il affectionne particulièrement le style hard rock avec lequel il a débuté. Il possède une impressionnante collection de guitares historiques, dont une « Gibson Les Paul SG » de 1961, une Martin O-18 de 1946 ou une basse Höfner 500/1 de 1964. Il utilise une vingtaine de pédales d'effet regroupées sur deux plateaux posés à ses pieds, qui lui permettent de restituer sur scène comme en studio toutes les sonorités souhaitées. Multi-instrumentiste, il maîtrise aussi la guitare basse, le piano, les claviers, la batterie et les percussions. C'est ainsi qu'on peut le voir jouer de tous ces instruments sur de nombreux morceaux qu'il a produits.
Il a également une grande expérience de la production musicale, tant sur le plan technique (enregistrement, programmation, instrumentation, drum machine) que sur le plan artistique (arrangement des chœurs et des cordes).